# Eusceptis lelae
Eusceptis lelae är en fjärilsart som beskrevs av Todd 1966. Eusceptis lelae ingår i släktet Eusceptis och familjen nattflyn. Inga underarter finns listade i Catalogue of Life.